# Olivia O'Brien
Olivia Gail O'Brien, född 26 november 1999 i Thousand Oaks, Kalifornien, är en amerikansk singer-songwriter. Hon blev känd 2016 då hon medverkade på låten "I Hate U, I Love U" tillsammans med rapparen Gnash, vilken hamnade på tiondeplatsen på Billboard Hot 100 och på förstaplatsen i Australien. O'Brien skrev låten själv, och Gnash lade till en vers och skrev om musiken lite. O'Brien fick senare ett skivkontrakt med Island Records och i april 2019 släpptes hennes debutalbum Was It Even Real?.